# Dacus eumenoides
Dacus eumenoides är en tvåvingeart som först beskrevs av Mario Bezzi 1916.  Dacus eumenoides ingår i släktet Dacus och familjen borrflugor. Inga underarter finns listade i Catalogue of Life.